# Benedikte Kiær
Benedikte Kiær (Gentofte, 10 de desembre de 1969) és una política danesa membre del Partit Popular Conservador. Ocupà la cartera d'Afers Socials del govern danès de 2010 a 2011, durant el mandat del primer ministre Lars Løkke Rasmussen. Des de l'1 de gener de 2014 és alcaldessa del Municipi de Helsingør.
És titulada en química i en ciències polítiques per la Universitat de Copenhaguen.